# Rats (Lied)
Rats (englisch für Ratten) ist ein Lied der der schwedischen Heavy-Metal-Band Ghost. Es erschien am 12. April 2018 als erste Single des vierten Studioalbums Prequelle. Das Lied wurde bei den Grammy Awards 2019 in der Kategorie Best Rock Song nominiert.

## Inhalt
Rats ist ein Heavy-Metal-Lied, das vom Ghost-Sänger Tobias Forge und Tom Dalgety geschrieben wurde. Der Text ist in englischer Sprache verfasst. Rats ist 4:21 Minuten lang, wurde in der Tonart D-Moll geschrieben und weist ein Tempo von 124 BPM auf. Produziert wurde das Lied von Tom Dalgety. Aufgenommen wurde der Titel in den Artery Studios in Stockholm und den Westlake Studios in Hollywood. Das Lied wurde von Andy Wallace gemischt und von Joe LaPorta gemastert. Tobias Forge schrieb das Lied, um neben dem im Jahre 2016 veröffentlichten Titel Square Hammer ein weiteres „großes Eröffnungsstück“ zu haben. Forge wollte verhindern, dass Square Hammer zu einem Start Me Up wird. Bei diesem Lied der Rolling Stones hätte man immer das Gefühl, dass es am besten immer zuerst gespielt wird. Forge wollte dagegen in der Lage sein, aus mehreren Liedern das erste Lied bei einem Konzert zu wählen.
In dem Lied geht es um die Pest, insbesondere um den Schwarzen Tod, der zwischen 1346 und 1353 in Europa geschätzte 25 Millionen Todesopfer forderte. Einer Legende nach brachten Handelsschiffe die Seuche von der Krim in den Hafen von Messina. Ratten, die den Erreger in sich trugen, verließen die Schiffe und sorgten für Ausbruch der Pest. Ferner geht es in Rats darum, wie sich die Menschheit in den letzten zehn Jahren durch die Sozialen Medien zu mittelalterlichen Zeiten zurückentwickelt und ein Mobgebaren entwickelt hat. Es gibt laut Forge viele Menschen, die es lieben, andere Menschen zu zerstören.

„Mit Facebook, Instagram und Twitter ist die mittelalterliche Mentalität zurück. Es muss nur einer ‚Hexe!‘ rufen, und die Leute fangen an, Steine zu werfen. Die Fähigkeit zu haben, was auch immer man sagen will, anonym zu sagen, ist eine Ermächtigung, die die meisten Menschen nicht handhaben können.“

Für das Lied wurde ein Musikvideo gedreht, bei dem „Roboshobo“ alias Robert Schober Regie führte. Dennis Drögemüller vom deutschen Magazin Visions verglich die synchronen Tanzszenen mit Michael Jacksons ikonischen Video für das Lied Thriller. Boris Kaiser vom deutschen Magazin Rock Hard zog ebenfalls den Vergleich zu Michael Jackson und ergänzte, dass in dem Video Jacques Demys Die Regenschirme von Cherbourg „in eine Art Gotham City ausgelagert“ wurde.

## Rezensionen
Laut Jonas Erbers vom Onlinemagazin Metal.de würden Ghost mit Rats der Pest „ein melodisches Comeback bescheren“. Das „energiegeladene Riff-Gewitter“ wäre „ansteckend wie der Schwarze Tod selbst“. Andreas Schiffmann vom Onlinemagazin Musikreviews.de beschrieb Rats als „Über-Ohrwurm“ mit einem „hintersinnigen Text“. Kritischer zeigte sich Nils Macher vom Onlinemagazin Powermetal.de, der das Lied als „musikalisch nichts Besonderes bezeichnete“. Dennis Drögemüller vom deutschen Magazin Visions als „eine AOR-Hymne mit noch etwas poppigerem Riffing“. „Mehr Journey“ wäre „noch nie bei Ghost gewesen“.

## Kommerzieller Erfolg

### Chartplatzierungen
| ChartsChartplatzierungen            | Höchstplatzierung | Wochen |
| ----------------------------------- | ----------------- | ------ |
| Schweden (GLF)                      | 83 (2 Wo.)        | 2      |
| Vereinigte Staaten (Billboard Rock) | 16 (20 Wo.)       | 20     |

Darüber hinaus erreichte Rats Platz eins der Billboard Mainstream Rock Songs und blieb für 24 Wochen in diesen Charts, die Lieder der Anzahl der Radioübertragungen listet. Für Ghost war es die zweite Nummer eins in diesen Charts.

### Auszeichnungen für Musikverkäufe
| Land/Region               | Auszeichnungen für Musikverkäufe (Land/Region, Auszeichnung, Verkäufe) | Verkäufe |
| ------------------------- | ---------------------------------------------------------------------- | -------- |
| Kanada (MC)               | Gold                                                                   | 40.000   |
| Vereinigte Staaten (RIAA) | Gold                                                                   | 500.000  |
| Insgesamt                 | 2× Gold ·                                                              | 540.000  |